# 에른스트 루트비히 키르히너
에른스트 루트비히 키르히너(독일어: Ernst Ludwig Kirchner, 1880년 ~ 1938년)는 독일의 표현주의 화가이다. 다리파의 창립 회원 중의 한 사람이다.

## 생애
키르히너는 바이에른주 아슈아펜부르크에서 제지 공장의 화학자였던 에른스트 키르히너와 마리아 엘리제 사이에 태어났다. 그는 1901년 드레스덴 기술 전문학교에서 건축학으로 대학공부를 시작했고, 1905년 건축사 학위를 땄지만, 건축사 직업을 택하지 않기로 결정을 했다. 1905년 6월 7일 그는 다른 친구들과 함께 모여서 '다리파' 집단을 결성했다. 이 시기에 그는 인상주의로부터 영향을 받은 화가에서 벗어나서 표현주의 화가로 발전했다. 초기 창작 시기에 키르히너는 주로 나체화, 초상화, 서커스와 무대 장면을 제작했다. 그는 1911년까지 드레스덴에 살았고, 그 이후로 베를린으로 이주를 했다. 이런 결정을 내리도록 만든 결정적인 이유는 그의 미술이 성공을 거두지 못했다는 사실이었다. 베를린에서의 그의 사정은 처음에는 거의 개선되지 않았다. 그곳에서 그는 새로운 삶의 반려자인 에르나 실링을 알게 되었으며, 그의 작품에서도 변화가 감지되었다. 그의 둥근 형태는 좀 더 날카로와졌고, 선은 신경질적으로 변했다. 색채가 지닌 광채가 줄어들었고, 거리의 풍경이 나타나게 되었다. 거리의 풍경은 오늘날 가장 사랑을 받는 그의 그림이 되었다. 그 이외에도 키르히너는 페마른 섬에 머물면서, 그 섬의 해안 풍경들을 묘사한 많은 작품들을 창작했다.
1912년 키르히너는 막스 페히슈타인과 함께 "미술에서의 현대적 교습 연구소MUIM-Institut=Moderner Unterricht im Malen라는 사설 미술학교를 세웠지만, 그 학교는 성공을 하지 못했다. 1913년 쾰른에서 개최된 존더분트 전시회에 참가한 다음에 키르히너는 '다리파'에 대한 연대기를 썼다. 그 연대기에서 그는 다리파가 자신에게 지닌 의미를 지나칠 정도로 강조했다. 그러고 얼마 되지 않아서 아직까지 남아있던 회원들과 다툼이 생겨났고, 그 결과 그가 다리파를 탈퇴하게 되었다. 그것은 다리파의 궁극적 해체로 이어졌다.
1914년 이후부터 키르히너는 보토 그레프와 에버하르트 그리제바흐가 주관하는 예나 예술가 협회의 전시회를 통해서 일반인에게 작품을 보였다. 1917년 키르히너는 예나에 있는 그레페 기념 재단에 34점의 동판화, 83점의 목판화와 125점의 석판화를 기중했다. 그것으로써 1차 세계 대전 이후 시작된 영향의 초석이 다져졌던 것이다.

### 1차 세계 대전
1915년 봄에 키르히너는 보충병으로 잘레 강변에 위치한 할레 지역으로 배치되었다. 몇 달 동안 그는 고된 훈련을 견뎌냈지만, 곧 휴가와 신경 쇄약 발발이 일어났다. 키르히너는 약품에 중독되었다. 그는 독일에서 오스카 콘슈탐 박사의 요양원에서 치료를 받았다. 그곳에서 그는 1916년 여름 납화 기법으로 제작된 벽화 연작 5점을 그렸다. 가난한 미술가의 첫 번째 요양원 경비는 박물관 관계자와 그의 작품에 주목을 하게 된 미술품 수집가들에 의해서 충당되었다.

### 다보스 시대
1917년 그는 스위스 다보스 근처로 이사를 갔다. 마비현상으로 장애를 겪고 있던 그는 결코 다시는 그림을 그릴 수 없을 것이라고 믿었지만, 그의 충실한 반려자였던 에르나는 베를린에서 열심히 그림을 판매함으로써 그의 성공과 재정적 독립을 위한 초석을 쌓았다. 다보스에서 그는 루치우스 슈펭글러와 그의 부인 헬레네로부터 보살핌을 받았다. 키르히너가 1921년 약물 중독을 벗어날 수 있게 된 것은 그들의 엄격한 태도와 키르히너의 강철같은 의지력 덕분이었다. 약물 중독으로부터 벗어남으로써 키르히너의 삶에서 건강의 측면에서 비교적 안정적인 단계가 시작되었다. 20년대 후반에 키르히너는 점점 자신의 건강에 좋지 않은 영향을 끼친 다보스의 가혹한 겨울과 생의 반려자인 에르나의 심한 우울증으로 고통을 겪었다.
키르히너의 미술이 20년대 이후부터 현대 미술에 개방적인 무리들 사이에서 확고한 인정을 누렸지만, 자신의 미술이 미술 비평가들에게는 충분하게 가치를 인정받지 못하고 있다는 것이 그의 생각이었다. 그래서 그는 자신에 대한 평가가 제대로 이루어지도록 하기 위해서 루이 드 마르살이라는 가명으로 자신의 미술에 대한 글을 썼다. 또한 그는 자신이 먼저 발표한 글을 볼 수 있도록 허락을 할 준비가 되어 있는 미술 비평가들에게만 자신의 그림을 아무 대가 없이 복사할 수 있는 권리를 주었다. 그가 어려운 사람으로 간주된 것은 그 이유 때문만은 아니었다. 그의 불신은 거의 병적일 정도였다. 그는 자세한 내용을 담은 계약서가 작성되었을 때에만 전시회나 책 출간을 인정했다. 계약서를 작성하는 것은 그의 동업자에게는 거의 받아들일 수 없는 구속을 부여했던 반면에, 그는 자신을 위해서 모든 자유를 남겨두었다. 그는 매력적이고 사람의 호감을 얻었지만, 마찬가지로 모욕적이고 다른 사람의 맘에 상처를 주는 사람이었다. 그가 이전에 '다리파'에 속했던 사정을 언급하거나, 그를 표현주의자로 지칭하거나, 그의 미술을 소위 말하는 선배작가들과 연관시켜는 모든 사람들에게 그는 분노를 터트렸다.
1925년 말 키르히너는 9년만에 처음으로 스위스를 떠나서, 프랑크푸르트, 켐니츠, 드레스덴을 거쳐서 베를린으로 향했다. 거의 3달에 걸친 이 여행에서 그는 상당한 인정을 받고 독일에서 그에게 교수자리를 제공할 것이라는 희망을 품었지만, 그 희망은 이루어지지 않았다.

## 주요 작품

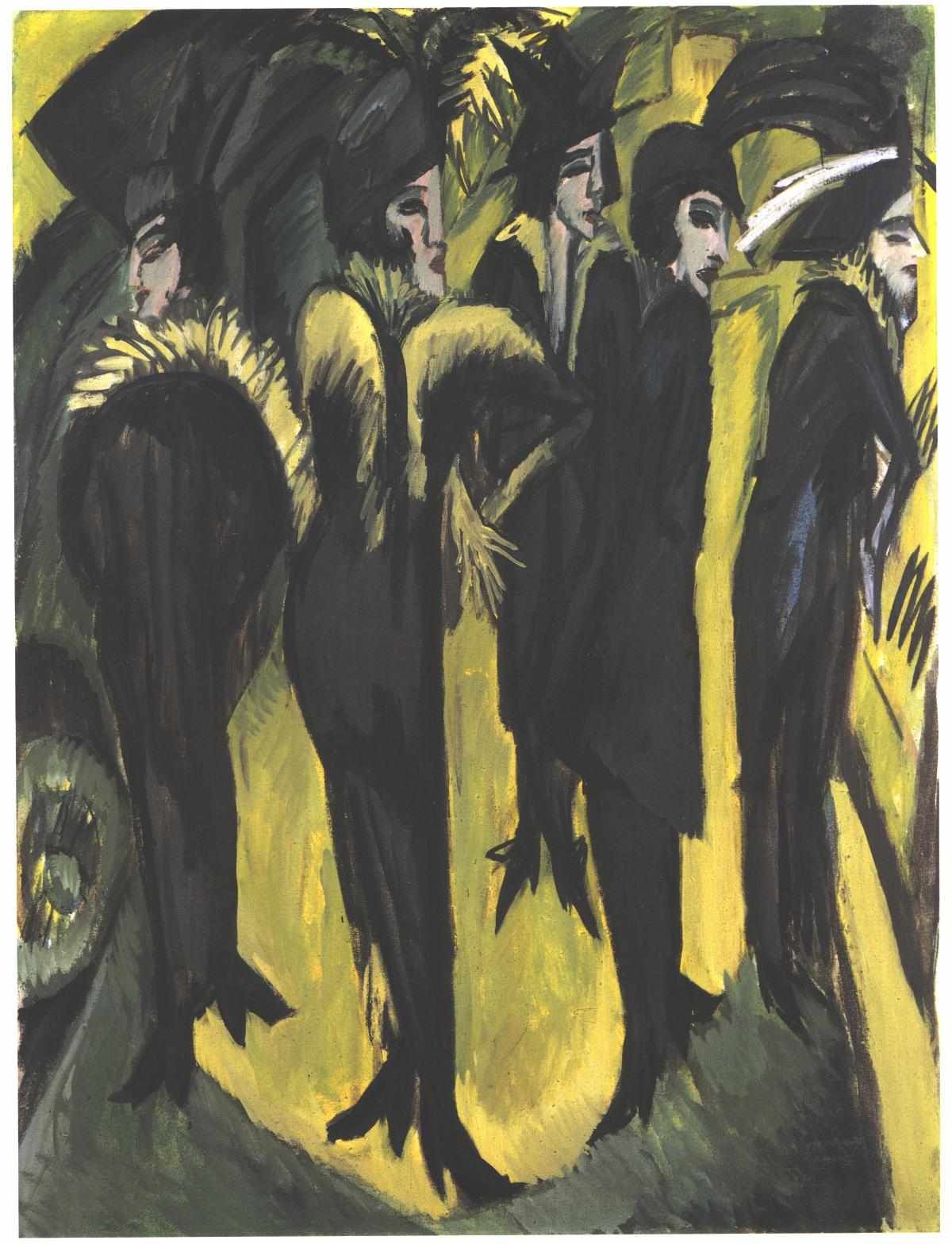
Five women on the street
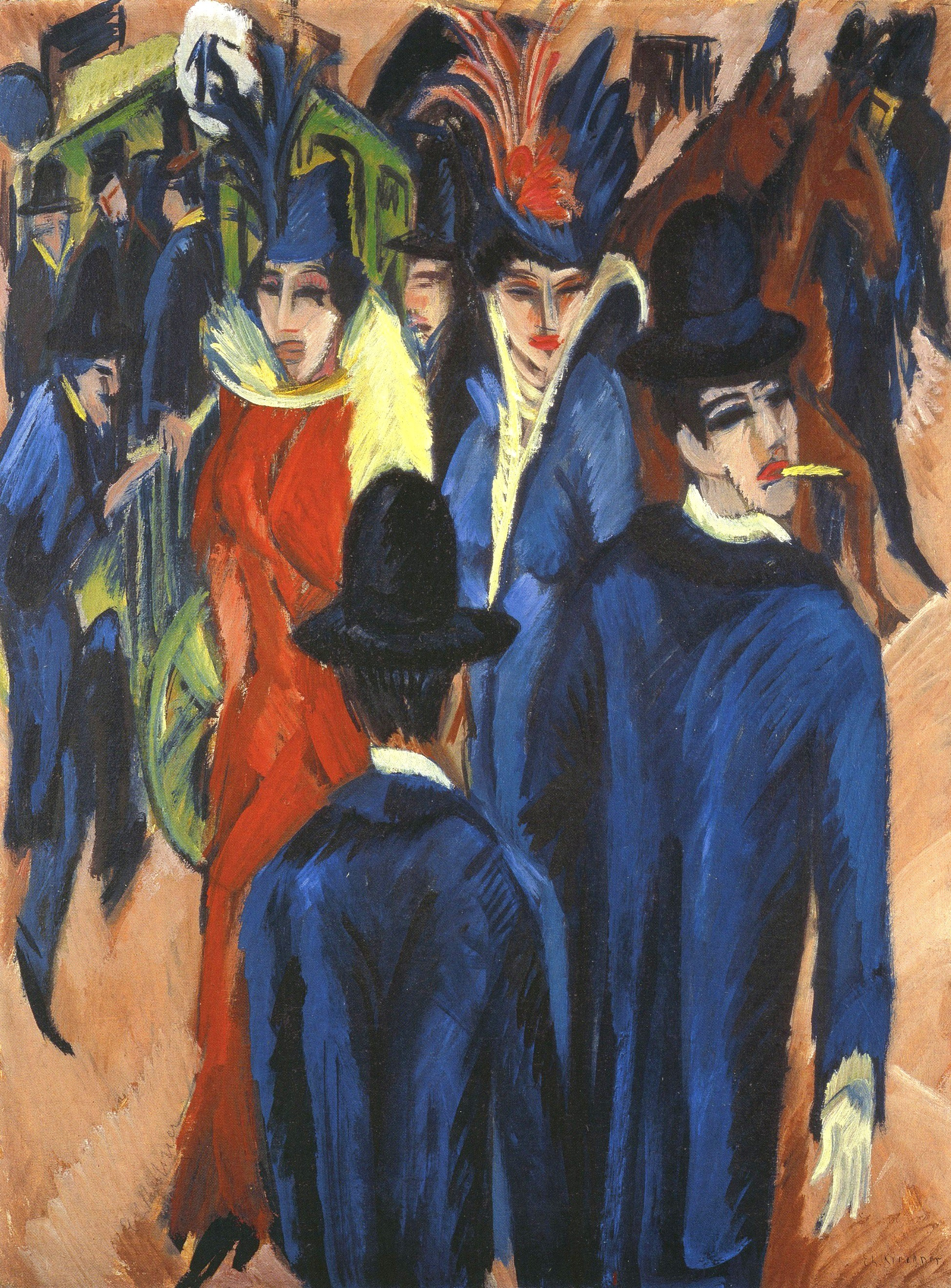
Berlin Street Scene
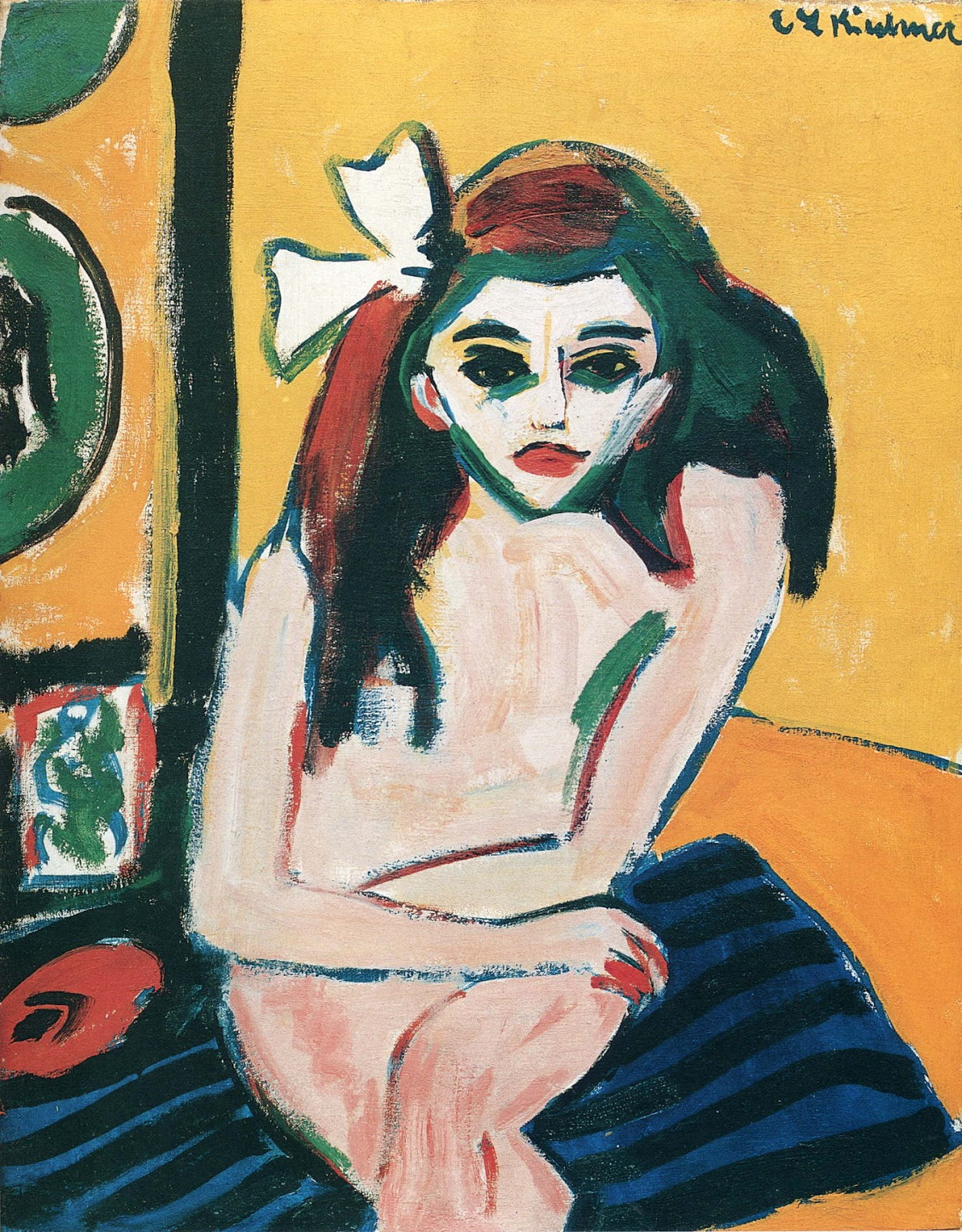
Marzella
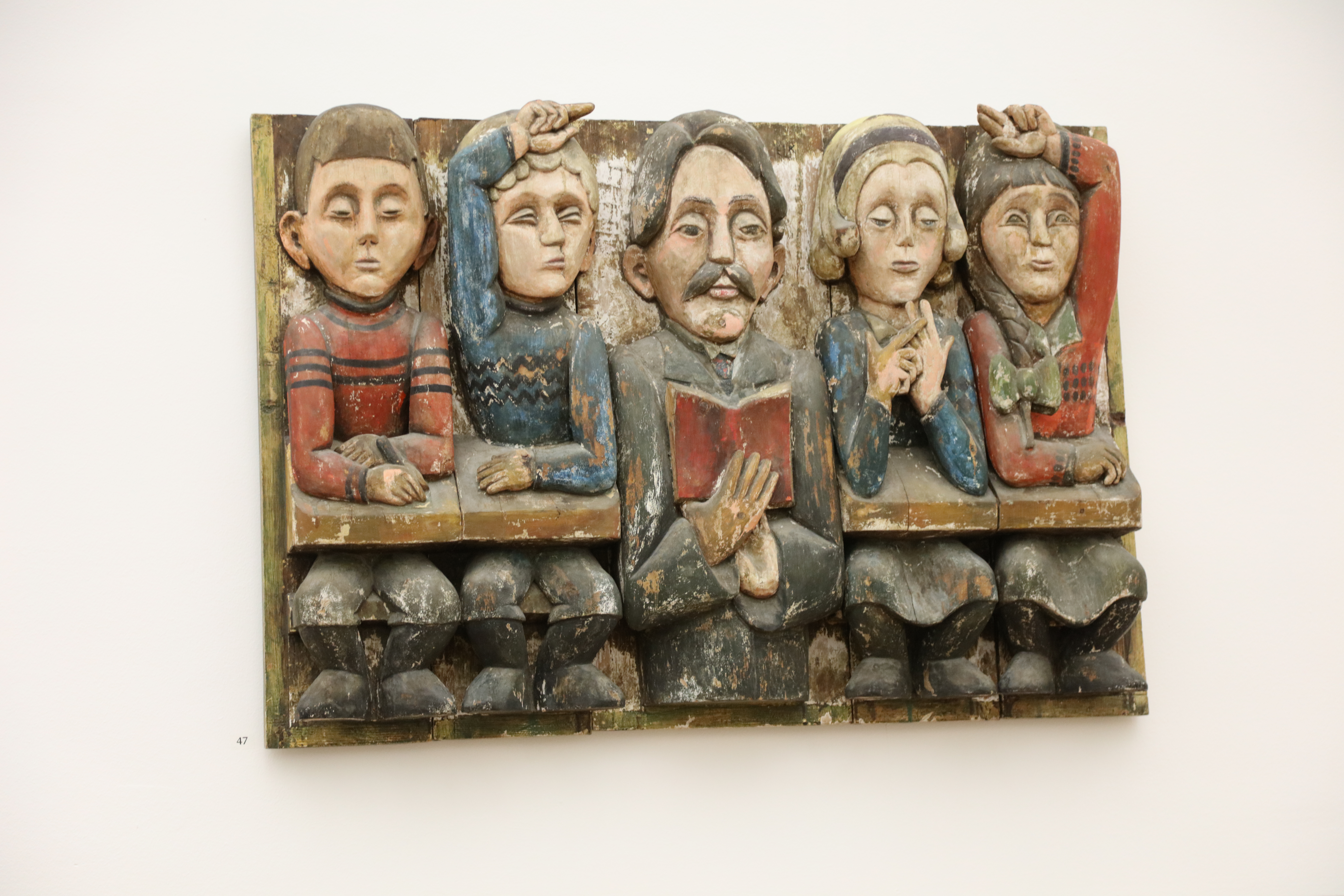
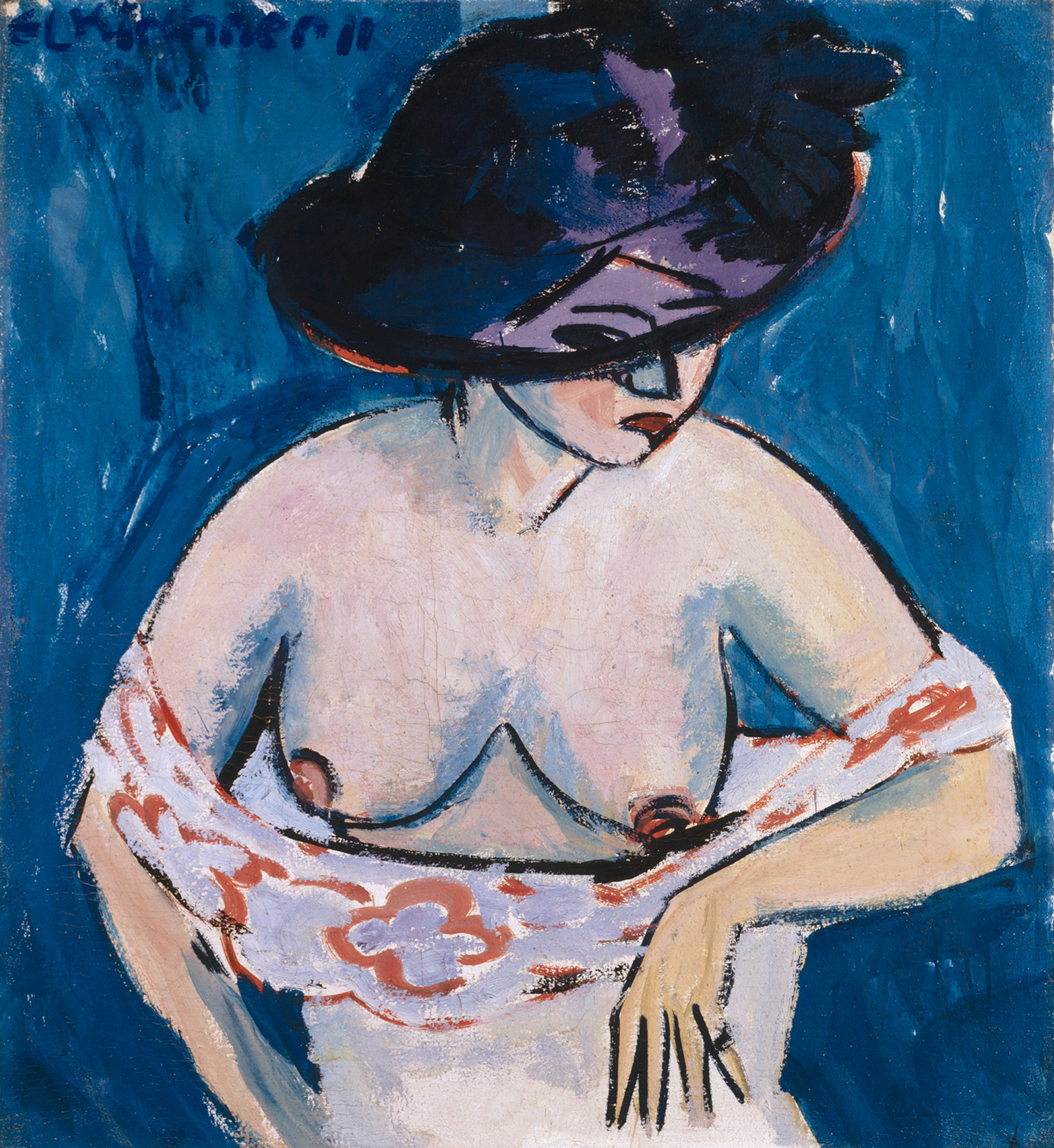
Half-Length Nude with Hat
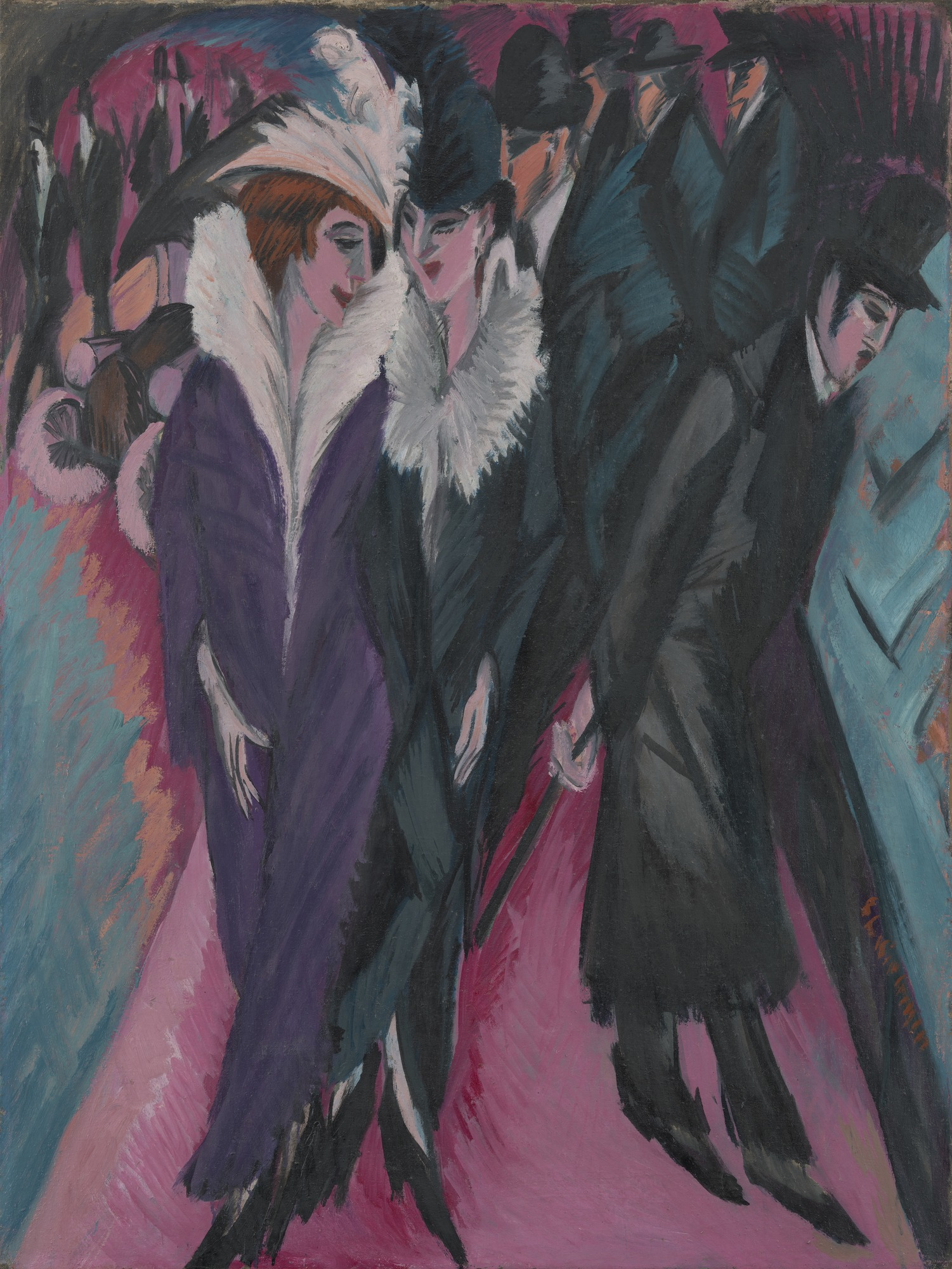
Street Berlin
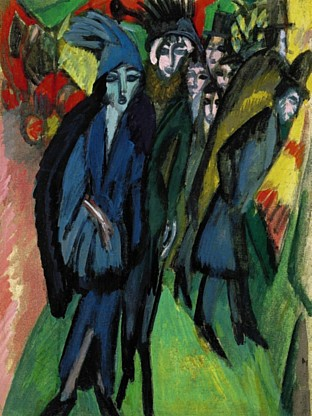
Street Scene
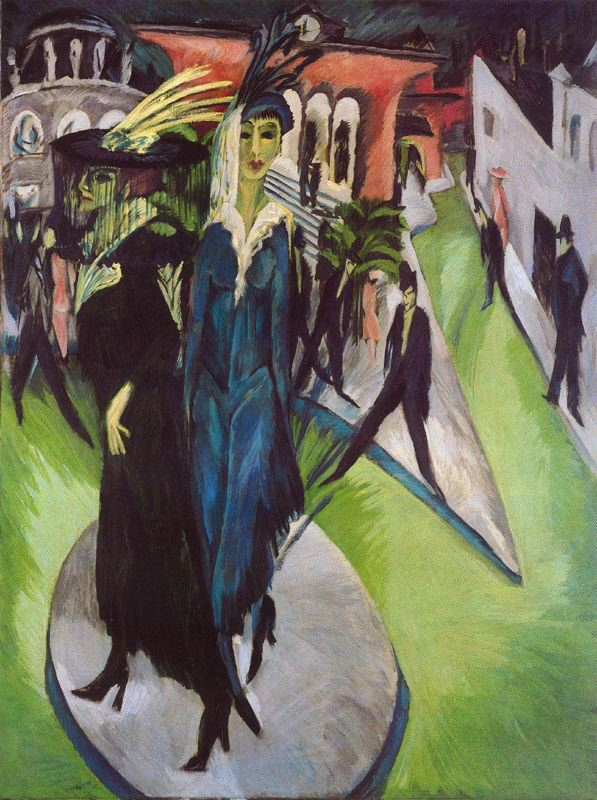
Potsdam Square, Berlin
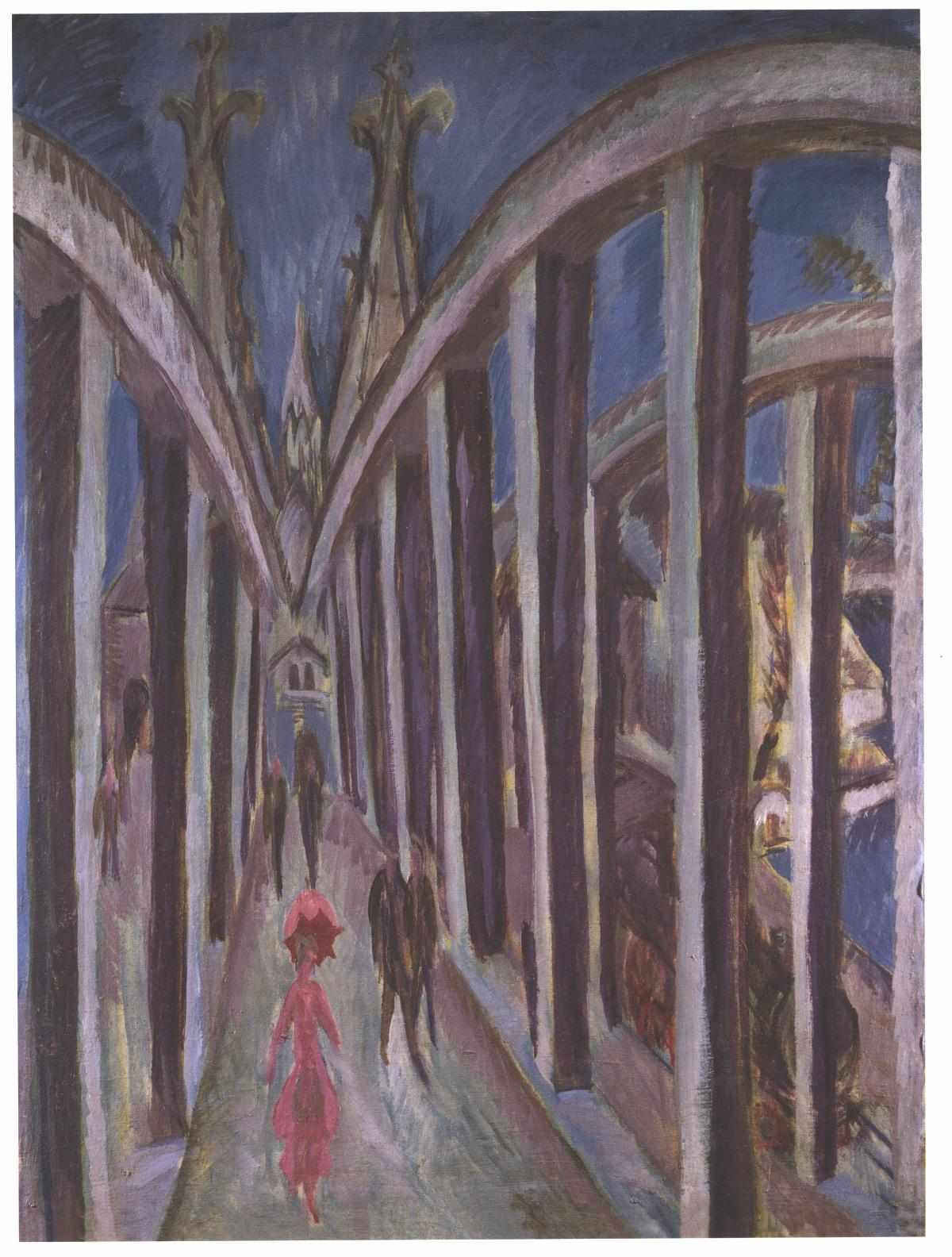
Bridge over the Rhine in Cologne
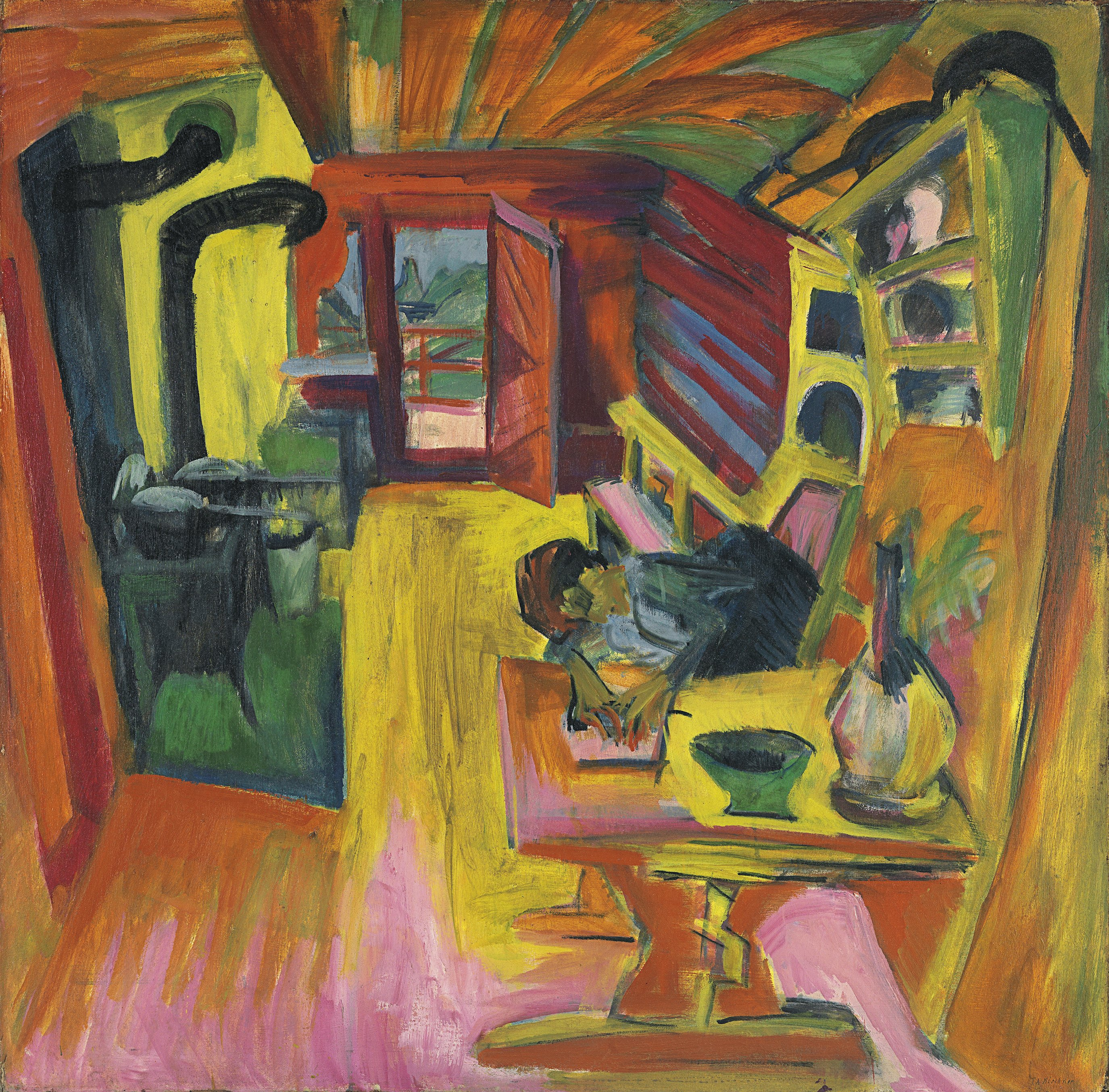
Alpine Kitchen
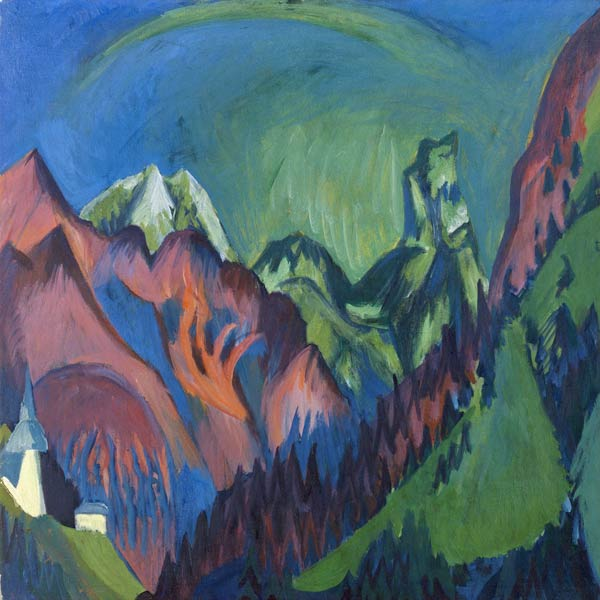
Tinzenhorn - Zügencanyon near Monstein
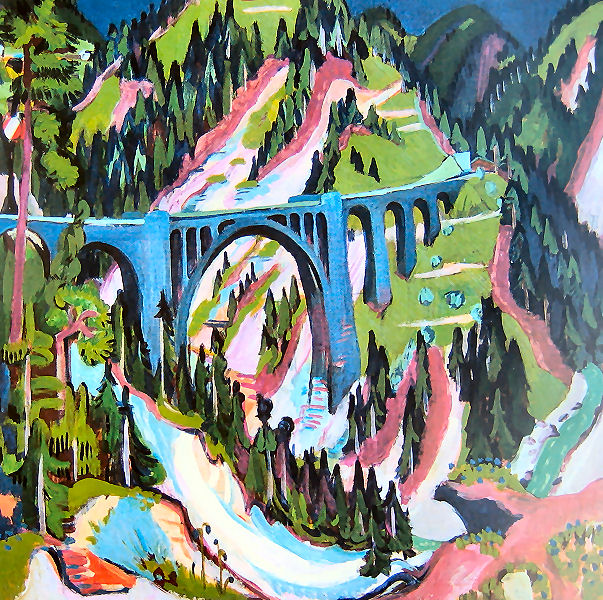
Wiesen bridge
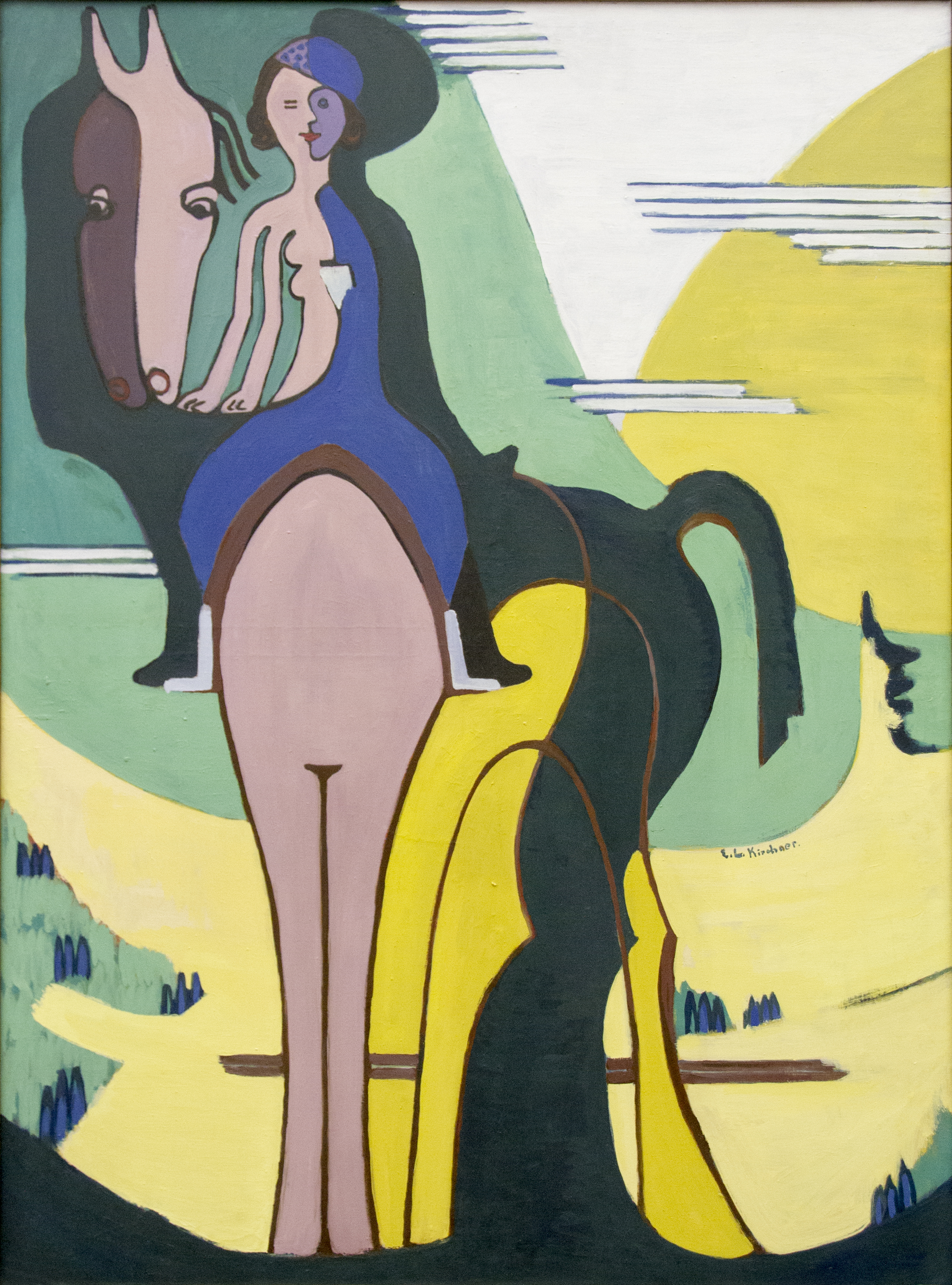
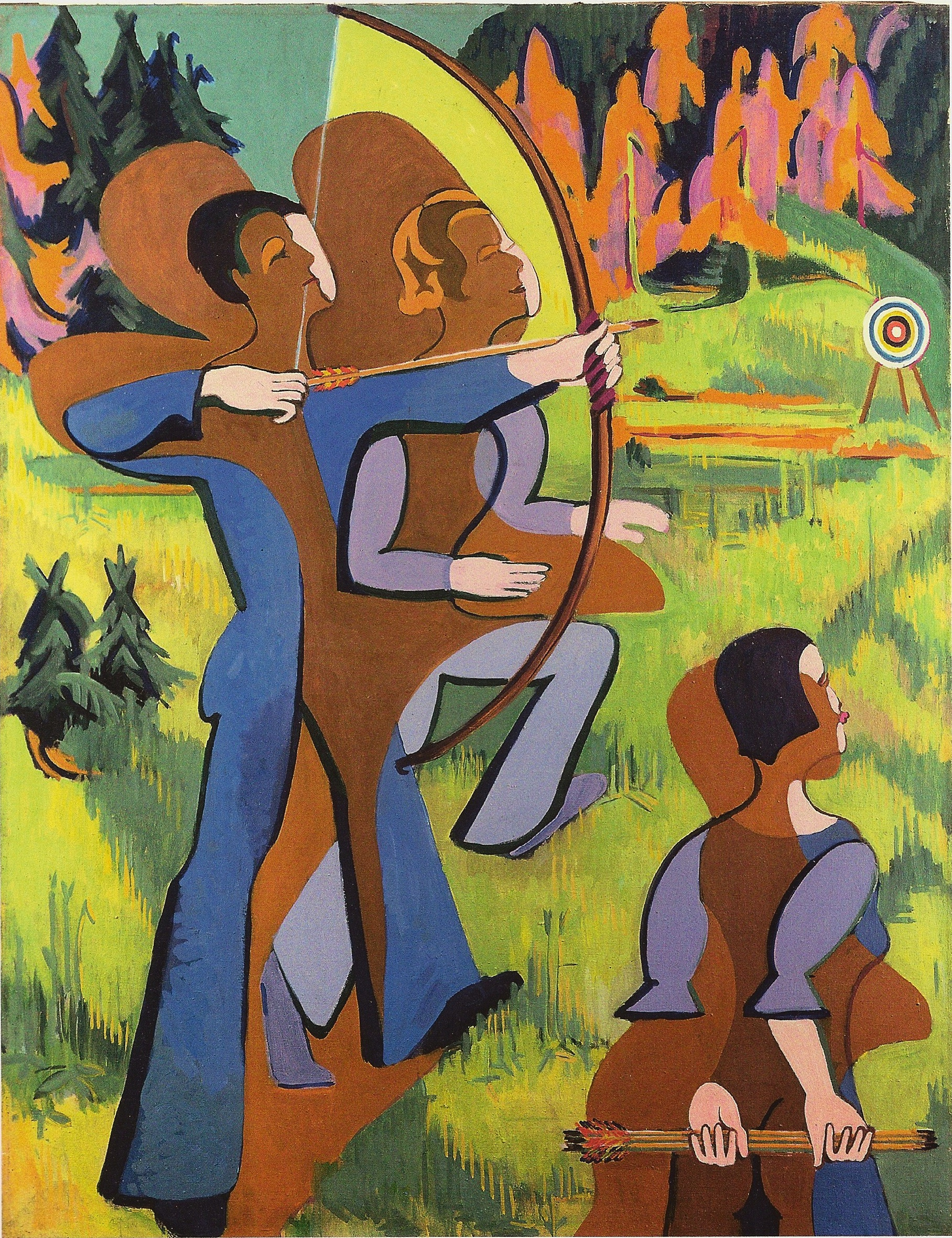
Archery
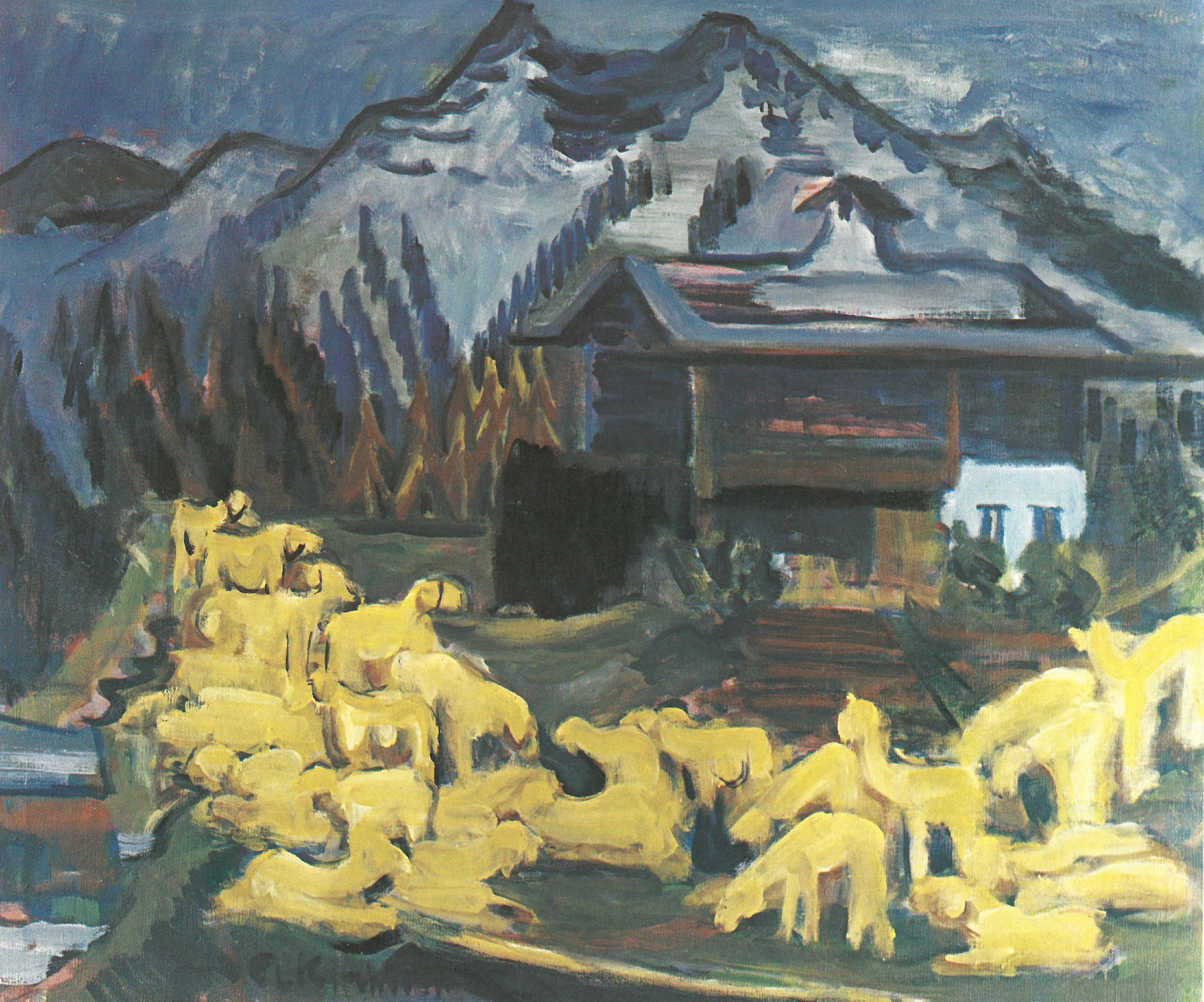
Flock of sheep
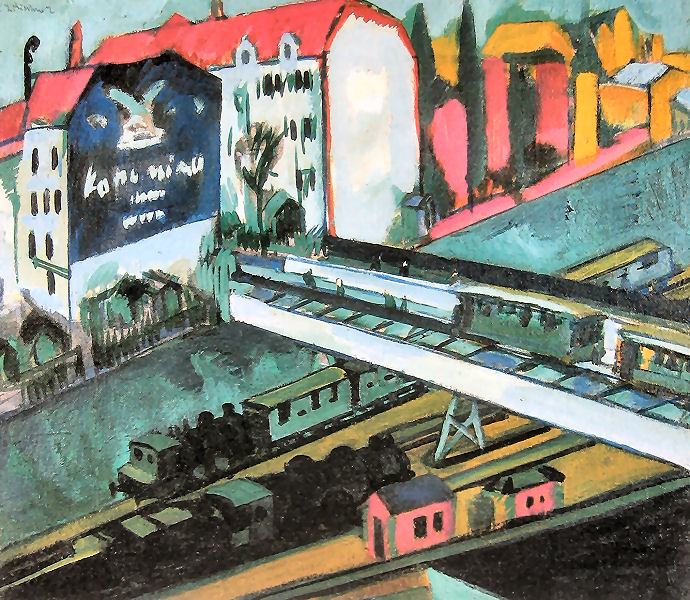
Tramway and train
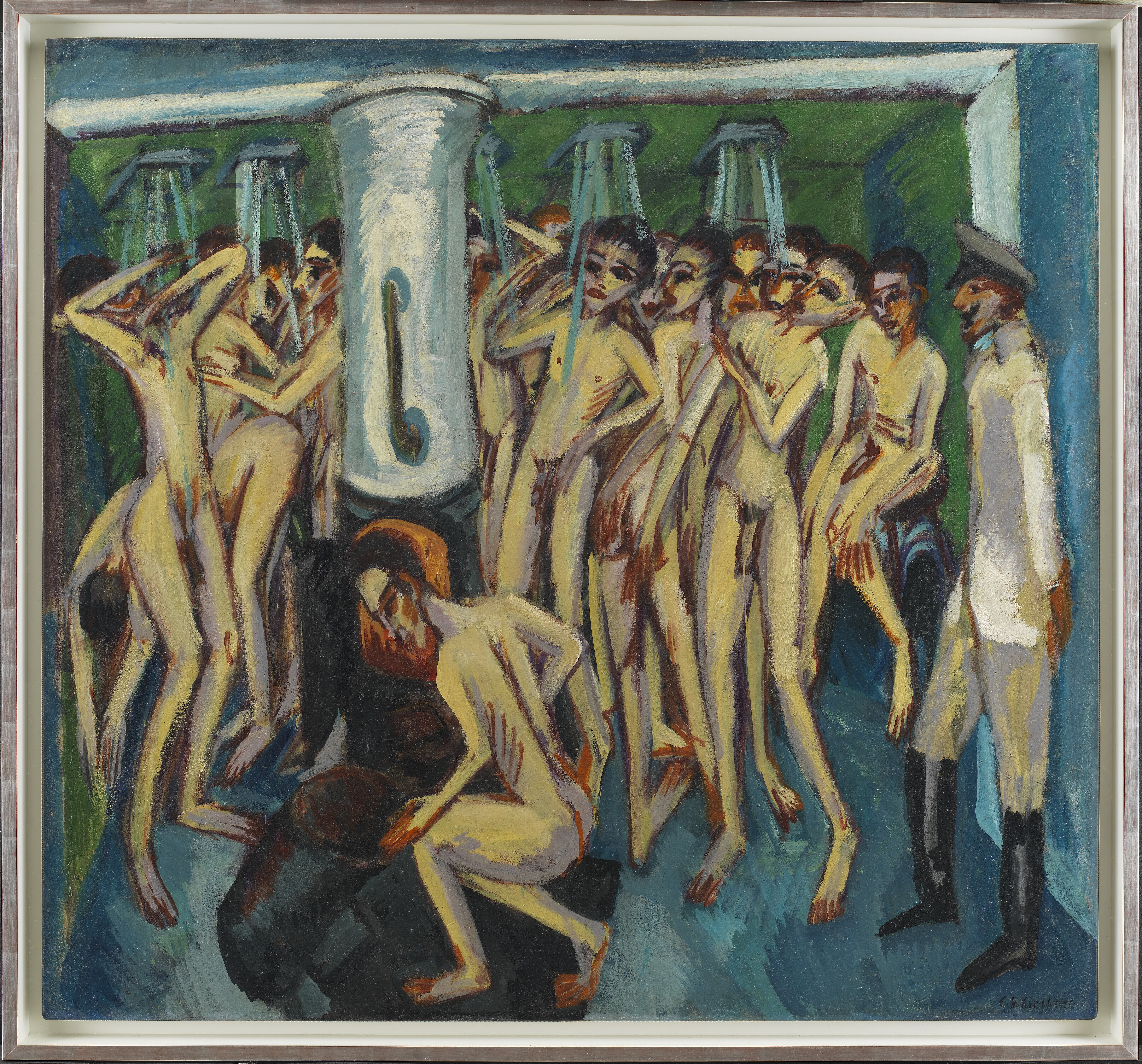
Artillerymen in the Shower